# Magnus Cato
Magnus Cato   (Göteborg, 30 de juny de 1967) és un jugador d'handbol suec, ja retirat, que va competir durant les dècades de 1980 i 1990.
El 1992 va prendre part en els Jocs Olímpics de Barcelona, on guanyà la medalla de plata en la competició d'handbol. En el seu palmarès també destaca una medalla d'or al Campionat del món d'handbol de 1990 i una de bronze al de 1993. En total va jugar 78 partits internacionals i va marcar 93 gols de la selecció sueca.
A nivell de clubs jugà al Redbergslids IK, amb qui guanyà quatre lligues sueques, el 1986, 1987, 1989 i 1993. Es retirà a la fi de la temporada de 1993 davant la impossibilitat de combinar l'esport d'alt nivell amb la seva feina.